# Henry S. Taylor
Henry S. Taylor (21 de junio de 1942) es un poeta estadounidense.

## Biografía
Nació en Virginia, en la zona rural del Condado de Loudoun, donde se le educó como quakero
Fue a la escuela secundaria en George School en Newtown, Pensilvania. Se graduó de la Universidad de Virginia en 1965 y recibió un Máster en Bellas Artes de Hollins University (anteriormente Hollins College) en 1966.
Enseñó literatura y codirigió el programa de Máster en Bellas Artes en escritura creativa de la American University de 1971 a 2003.
Ganó el Premio Pulitzer de Poesía en 1986 por su libro The Flying Change.